# Liste der Monuments historiques in Sonchamp
Die Liste der Monuments historiques in Sonchamp führt die Monuments historiques in der französischen Gemeinde Sonchamp auf.

## Liste der Bauwerke
| Bezeichnung          | Beschreibung | Standort | Kennzeichnung | Schutzstatus | Datum | Bild |
| -------------------- | ------------ | -------- | ------------- | ------------ | ----- | ---- |
| Château de Pinceloup | Schloss      | (Lage)   | PA78000021    | Inscrit      | 2005  |      |
| Kirche St-Georges    |              | (Lage)   | PA00087650    | Inscrit      | 1984  |      |

## Liste der Objekte
- Monuments historiques (Objekte) in Sonchamp in der Base Palissy des französischen Kultusministeriums